# Логановський Мечислав Антонович
Мечислав Антонович Логановський (1895, Кельці, Королівство Польське, Російська імперія — 1938) — революціонер, розвідник, перший офіційний дипломатичний представник УСРР в Польщі.
Жертва Сталінського терору.

## Життєпис
Народився в 1895 році в Кельцях (нині у складі Польщі.

### Освіта
У 1919 закінчив Перші Московські курси червоних командирів.

### Революційна діяльність
З 1914 — член Польської соціалістичної партії, входив до складу її московського комітету.
У листопаді 1917 брав участь у революційних подіях у Москві.
З 1918 — член РКП(б).
З травня 1920 — начальник і воєнком Реєстраційного відділу штабу 15-ї армії А. Корка в складі Західного фронту під командуванням Михайла Тухачевського. Брав участь у польсько-радянській війні 1920. З серпня — комендант і воєнком Білостоцького округу. Співпрацював з Тимчасовим революційним комітетом Польщі, займався організацією артилерії Польської Червоної армії.
У лютому 1921 став уповноваженим іноземного відділу ВНК.

### Дипломатична діяльність
З квітня 1921 року — повноважний представник УСРР у Польщі.
У 1921 також делегат РСФРР з репатріації, 2-й секретар повноважного представництва СРСР і водночас керівник об'єднаної резидентури ВЧК/ДПУ РСФРР та військової розвідки у Варшаві. Згідно з деякими джерелами, був особисто причетним до організації кількох терористичних актів у Варшаві.
З вересня 1923 — 1-й секретар представництва СРСР в Австрії.
З листопада 1925 — член колегії та зав. відділу країн Балтії і Польщі (до 1926) і політичного відділу (1926—1927) наркомату закордонних справ СРСР. М. Василенко у своїх щоденниках згадує його як активного учасника переговорів 1926 між СРСР (представниками Росії, України і Білорусі) та Литвою з приводу визначення долі комплексу архівних документів Литовської метрики.
1927—1931 — на дипломатичній роботі у Фінляндії (березень-квітень 1927) в Ірані, 1931—34 — у центральному апараті наркомату закордонних справ СРСР. Згодом — заступник наркома зовнішньої торгівлі СРСР і з 1937 — заступник наркома харчової промисловості СРСР.

## Репресований
У травні 1937 заарештований на підставі сфальсифікованого звинувачення в належності до контрреволюційної «Польської військової організації». За вироком Військової колегії Верховного суду СРСР від 29 липня 1938 страчений. Реабілітований 12 грудня 1956.